# Le Tour du monde en quatre-vingts jours (film, 1956)
Pour les articles homonymes, voir Le Tour du monde en quatre-vingts jours (homonymie).
Pour plus de détails, voir Fiche technique et Distribution.
Le Tour du monde en quatre-vingts jours (titre original : Around the World in 80 Days) est un film américain réalisé par Michael Anderson et sorti en 1956.
Il s'agit de l'adaptation du roman éponyme de Jules Verne publié en 1872, racontant la course autour du monde d'un gentleman anglais, Phileas Fogg, qui a fait le pari d'y parvenir en quatre-vingts jours.

## Synopsis
Phileas Fogg, gentleman anglais, parie, contre les membres de son club, le Reform Club, qu'il est capable de faire le tour du monde en 80 jours. Il part aussitôt, emmenant Passepartout, son valet français, ancien clown et homme de ressources, et emportant, comme bagage, un sac plein de billets de banque. Des moyens de transport variés (ballon, bateau, train, éléphant…) leur permettent de parcourir une très longue suite d'étapes : Paris, Espagne, le canal de Suez, Calcutta, Hong Kong, Yokohama, San Francisco, New York et Londres. 
Dès Suez, Fix, un inspecteur de la police de Scotland Yard, le soupçonne d'avoir dévalisé la Banque d'Angleterre. Les deux héros arrivent à la fin du voyage sur la côte d'Angleterre pour prendre le train pour Londres quand Fix fait emprisonner Fogg pendant quelques heures, mais reconnaît ensuite son erreur. Fogg croit alors avoir perdu son pari. Mais Passepartout s'aperçoit qu'ils sont arrivés dans les temps, un samedi, ayant gagné 24 heures grâce à la ligne de changement de date. Fogg arrive ainsi à l'heure prévue au Reform Club devant les membres médusés.

## Fiche technique
- Titre original : Around the World in 80 Days
- Titre français : Le Tour du monde en quatre-vingts jours
- Réalisation : Michael Anderson.
- Scénario : James Poe, John Farrow, S.J. Perelman d'après le roman de Jules Verne
- Musique : Victor Young
- Direction artistique : James W. Sullivan
- Décors : Ross Dowd, Ken Adam (non crédité)
- Costumes : Miles White
- Photographie : Lionel Lindon et Ellis W. Carter (seconde équipe)
- Son : Ted Bellinger
- Montage : Gene Ruggiero, Paul Weatherwax, Howard Epstein
- Maquillage : Tom Smith (non crédité)
- Production : Mike Todd ; Kevin McClory, William Cameron Menzies (associés)
- Société de production : Michael Todd Company
- Société de distribution : United Artists
- Pays de production :  États-Unis
- Langues originales : anglais, espagnol, français et cantonais
- Format : couleurs (Technicolor) - 70 mm (Todd-AO) - 1,37:1 / 2,20:1 - Son stéréo 6 pistes
- Genre : aventure, comédie, romance
- Durée : 167 minutes
- Dates de sortie[1] :
  - États-Unis : 17 octobre 1956 (première mondiale à New York), 22 décembre 1956 (première à Los Angeles)
  - France : 2 mai 1957 (première au Festival de Cannes), 15 mai 1957 (sortie nationale)

## Distribution
- David Niven (VF : Jacques Berthier) : Phileas Fogg (membre du Reform-Club)
- Cantinflas (VF : Henri Allegrier-Ebstein) : Jean Passepartout, valet de Phileas Fogg
- Robert Newton (VF : Camille Guérini) : l'inspecteur Fix de Scotland Yard
- Shirley MacLaine (VF : Sophie Leclair) : la princesse Aouda
- Finlay Currie (VF : Georges Chamarat) : Andrew Stuart, un partenaire au whist (membre du Reform-Club)
- Trevor Howard (VF : Roger Tréville) : Denis Fallentin, un partenaire au whist (membre du Reform-Club)
- Ronald Squire (VF : Pierre Morin) : John Sullivan (membre du Reform-Club)
- Basil Sydney (VF : Georges Saillard) : Thomas Flanagan (membre du Reform-Club)
- Robert Morley (VF : Richard Francœur) : Gauthier Ralph, le gouverneur à la Banque d’Angleterre et partenaire au whist (membre du Reform-Club)
- A.E. Matthews : Sir Wilmott, le gentleman irascible « Queue de billard » (membre du Reform-Club)
- Walter Fitzgerald (VF : Jean Toulout) : le Lord qui refuse de la glace (membre du Reform-Club)
- Harcourt Williams (VF : Paul Villé) : Hinshaw, le serveur âgé du Reform-Club
- Ronald Adam : Foswhite, l'intendant du Reform-Club
- Richard Wattis (VF : Pierre Gay) : l'inspecteur Hunter de Scotland Yard
- Noël Coward (VF : Jean Davy) : Roland Hesketh-Baggott, le directeur de l'agence de placement
- John Gielgud (VF : Marc Valbel) : Mr. Foster, l'ex-valet de Phileas Fogg
- Fernandel (VF : Lui-même) : le cocher du fiacre à Paris
- Martine Carol : une touriste à la gare du Nord à Paris
- Evelyn Keyes : la dragueuse passant devant Passepartout à Paris
- Charles Boyer (VF : Lui-même) : Monsieur Gasse, l'employé de l'agence Thomas Cook and Son à Paris
- José Greco : le danseur de flamenco
- Luis Miguel Dominguín : le matador
- Gilbert Roland (VF : Roger Tréville) : Achmed Abdullah
- Cesar Romero (VF : Jacques Varennes) : l'aide de camp d'Achmed Abdullah
- Alan Mowbray (VF : Fernand Fabre) : le consul britannique à Suez
- Walter Kingsford : le capitaine du Mongolia
- Reginald Denny (VF : Serge Nadaud) : le chef de la police de Bombay
- Cedric Hardwicke (VF : Jacques Berlioz) : Général Sir Francis Cromarty
- Ronald Colman (VF : Jean Berton) : le fonctionnaire au terminus de la ligne de chemin de fer
- Robert Cabal : le guide-conducteur d'éléphants
- Melville Cooper (VF : Stéphane Audel) : Mr. Talley, le capitaine du Rangoon
- Charles Coburn (VF : Jean Toulout) : le responsable de l'agence de voyage à Hong Kong
- Peter Lorre (VF : Raymond Rognoni) : le garçon de cabine du Carnatic
- Marlène Dietrich (VF : Lita Recio) : l'hôtesse du saloon
- George Raft (VF : Jean Martinelli) : le patron du saloon
- Red Skelton (VF : Jacques Dynam) : l'homme ivre au saloon
- Frank Sinatra : le pianiste du saloon
- John Carradine (VF : Fernand Rauzéna) : Colonel Proctor Stamp
- Buster Keaton (VF : Jean Clarieux) : le contrôleur du train
- Tim McCoy (VF : Abel Jacquin) : le colonel de la cavalerie américaine
- Joe E. Brown (VF : Maurice Pierrat) : le chef de gare de la station
- Jack Oakie (VF : Léon Larive) : Mr. Speedy, le capitaine de l'Henrietta
- Andy Devine (VF : Jacques Dynam) : le premier matelot de l'Henrietta
- Victor McLaglen (VF : Raymond Destac) : l'officier-timonier de l'Henrietta
- Edmund Lowe (VF : Louis Arbessier) : l'ingénieur-mécanicien de l'Henrietta
- Hermione Gingold : Cora, la prostituée anglaise
- Glynis Johns (VF : Rolande Forest) : la jeune prostituée, ami de Cora
- Beatrice Lillie : l'évangéliste à Londres
- John Mills (VF : Maurice Porterat) : le cocher du fiacre à Londres
- Frank Royde (VF : Raymond Rognoni) : le révérend Samuel Wilson à Londres

Acteurs non crédités :
- Felix Felton (VF : Raymond Rognoni) : Mr. McArish, un membre du Reform-Club
- Cameron Hall (VF : Raymond Rognoni) : Mr. Carmichael, le vice-président du Lloyd's of London
- Leslie Phillips (VF : René Blancard) : Mr. Vermillat, le premier parieur au Lloyd's of London
- Michael Trubshawe (VF : Maurice Pierrat) : le deuxième parieur au Lloyd's of London
- Frederick Leister : un membre du Reform-Club
- Richard Loo : le directeur du bar hong-kongais
- Philip Ahn (VF : Henri Crémieux) : le citoyen hong-kongais qui renseigne Phileas Fogg
- Dick Wessel : le conducteur du train
- Casey MacGregor : l'ingénieur du train
- Larry Duran : un figurant
- Minta Durfee : une figurante
- Edward R. Murrow : le narrateur du prologue

## Récompenses et distinctions

### Récompenses
- Oscars 1957 :
  - Meilleur film : Michael Todd.
  - Meilleur scénario adapté : James Poe, John Farrow, S. J. Perelman.
  - Meilleure photographie : Lionel Lindon.
  - Meilleur montage : Gene Ruggiero, Paul Weatherwax.
  - Meilleure partition pour un film dramatique ou une comédie : Victor Young (à titre posthume).
- Golden Globes 1957 :
  - Meilleur film dramatique.
  - Meilleur acteur dans un film musical ou une comédie : Cantinflas.

### Nominations
- Oscars 1957 :
  - Meilleure direction artistique : James W. Sullivan, Ken Adam, Ross Dowd.
  - Meilleurs costumes : Miles White.
  - Meilleur réalisateur : Michael Anderson.
- Golden Globes 1957 : Meilleur réalisateur (Michael Anderson).

- Festival de Cannes 1957 :
  - Sélectionné hors compétition.

## DVD
- Le film a fait l'objet d'une sortie en DVD chez Warner Home Vidéo France le 25 août 2004 dans un coffret digipack 2 DVD au format 2.35:1 panoramique 16/9 en anglais 5.1 et français 2.0 avec sous-titres français, anglais, néerlandais, arabe, roumain et anglais pour sourds et malentendants[2].

Les suppléments sont les suivants :
DVD 1 : introduction au film par Robert Osborne (11 min - VOST) ; Commentaire audio de Brian Sibley de la BBC Radio (VO sans ST) ; 11 scènes coupées (VOST) ; Galerie photos ; Bandes-annonces de 1956 et 1983.
DVD 2 : introduction aux bonus par Robert Osborne (5 min - VOST) ; Le tour du monde de Michael Todd (50 min - VOST) ; 23 décembre 1956 : la première à Los Angeles (2 min - VOST) ; Les moments forts de la cérémonie des Oscars, 27 mars 1956 (2 min - VOST) ; Les moments forts de la diffusion playhouse 90 du tour du monde en 90 minutes (47 min - VOST) ; Ciné-journal de l’arrivée d’Elisabeth Taylor et Michael Todd en Espagne.